# كيم يونغ-سن
كيم يونغ-سن (هانغل: 김영선) هو لاعب كرة قدم كوري جنوبي في مركز الدفاع، ولد في 3 أبريل 1975 في كوريا الجنوبية. لعب مع جونبك هيونداي موتورز وسوون سامسونغ بلووينغز.

## وصلات خارجية
- كيم يونغ-سن على موقع الاتحاد الدولي (مؤرشف)  (الإنجليزية)
- كيم يونغ-سن على موقع دوري كوريا الجنوبية (الإنجليزية)
- كيم يونغ-سن على موقع قاعدة بيانات كرة القدم.إي يو (الإنجليزية)